# Сидар Блаф (Алабама)
Сидар Блаф (енгл. Cedar Bluff) град је у америчкој савезној држави Алабама. По попису становништва из 2010. у њему је живело 1.820 становника.

## Демографија
Према попису становништва из 2010. у граду је живело 1.820 становника, што је 353 (24,1%) становника више него 2000. године.
| Група             | 2000.         | 2010.         |
| Белци             | 1.270 (86,6%) | 1.558 (85,6%) |
| Афроамериканци    | 167 (11,4%)   | 181 (9,9%)    |
| Азијати           | 3 (0,2%)      | 6 (0,3%)      |
| Хиспаноамериканци | 13 (0,9%)     | 22 (1,2%)     |
| Укупно            | 1.467         | 1.820         |